# Анна Ангелина Комнина Дукина
Анна Ангелина Комнина Дукина (на гръцки: Ἄννα Ἀγγελίνα Κομνηνή Δούκαινα, Anna Angelina Komnene Doukaina; † 1258) е епирска принцеса и сръбска кралица от 1228 до 1234 г. – съпруга на крал Стефан Радослав.

## Произход
Анна е дъщеря на епирския деспот Теодор Комнин Дука Ангел († сл. 1253) и съпругата му Мария Петралифина (сестра на севастократор Йоан Петралифа). Нейният баща е чичо на императорите Алексий III Ангел и Исаак II Ангел. Анна е сестра на Ирина Комнина, омъжена за българския цар Иван Асен II, и на владетелите на Солун Йоан Комнин Дука и Димитър Комнин Дука.

## Кралица на Рашка
През 1216 г. Стефан II Неманич, бащата на Стефан Радослав, организира женитбата му за Анна Дукина. На 29 октомври 1219/9 февруари 1220 г. Анна се омъжва за Стефан Радослав (~1192 – след 1235), който е крал на Сърбия от 1228 до 1233 г. Бракът е бездетен.
Първоначално те живеят в Рагуза. През 1233 г. нейният съпруг, който се чувства повече византиец, е свален от престола и на мястото му е поставен по-малкият му брат Стефан Владислав. След преврата Анна и Стефан Радослав живеят в Дубровник и в Дирахиум.